# Ministerio Federal de Justicia
El Ministerio Federal de Justicia (en alemán: Bundesministerium der Justiz, abreviado BMJ) es un departamento ministerial de la República Federal de Alemania. Bajo el sistema federal alemán, son la administración a nivel federal responsable de la administración de justicia y la aplicación de leyes o sanciones. El Ministerio Federal de Justicia se dedica a crear y cambiar la ley en las áreas centrales clásicas relacionadas con el derecho constitucional, y también analiza la legalidad y la constitucionalidad de las leyes elaboradas por otros ministerios. Su sede está en Berlín.

## Historia
El BMJ fue fundado el 1 de enero de 1877, como la Reichsjustizamt. Después de que Alemania se convirtiera en una república en 1919, fue elevado al rango de ministerio federal como el Reichsministerium der Justiz. El ministerio fue renombrado formalmente como Bundesministerium der Justiz en 1949. En varias leyes anteriores a 1949, tanto el ministerio como el ministro se denominaban Reichsministerium der Justiz y Reichsminister der Justiz, respectivamente. Estas denominaciones han sido paulatinamente sustituidas por la nueva denominación cuando el nombre del cargo se ha modificado, la última vez en 2010.